# Freqüència de mostratge
| Senyal analògic |
| Senyal obtingut |

La taxa o freqüència de mostratge és el nombre de mostres per unitat de temps que es pren d'un senyal analògic per produir un senyal discret, durant el procés necessari per convertir-la d'analògic a digital. Com totes les freqüències, generalment s'expressa en hertzs (cicles per segon; símbol: Hz) o múltiples seus, com el quilohertz (símbol: kHz), encara que poden utilitzar-se altres magnituds.
El concepte de freqüència de mostreig només es pot aplicar a mostres que es prenen periòdicament. Algunes mostres poden mostrar una taxa de no periodicitat. La notació per a la freqüència de mostreig és {\displaystyle f_{s}} que representa la freqüència (subíndex) de la mostra.

## Teorema de Nyquist
Segons el teorema de mostreig de Nyquist-Shannon, per a poder replicar amb exactitud la forma d'una ona és necessari que la freqüència de mostreig sigui superior al doble de la màxima freqüència a mostrejar.
És un error freqüent i estès creure que un mateix senyal mostrejat amb una taxa elevada es reconstrueix millor que una mostrejada amb una taxa inferior. Això és fals (sempre que la taxes empleades compleixin el criteri de Nyquist, naturalment). El procés de mostreig (que no ha de ser confós amb el de quantificació) és, des del punt de vista matemàtic perfectament reversible, això és, la seva reconstrucció és exacta, no aproximada. L'esmentat d'una altra manera, des del punt de vista matemàtic a què es refereix el teorema de mostreig de Nyquist-Shannon, la reconstrucció d'un senyal de 10 kHz és idèntica. No aporta res incrementar la taxa de mostreig una vegada que aquesta compleix el criteri de Nyquist. També són errors freqüents i estesos, relacionats amb el que s'ha exposat en aquest paràgraf, creure que els punts que resulten del procés de mostreig s'uneixen en la reconstrucció mitjançant rectes formant dents de serra o que existeix un procés de càlcul que realitza la interpolació de manera simulada. En resum, el teorema de mostreig demostra que tota la informació d'un senyal contingut en l'interval temporal entre dues mostres qualssevol està descrita per la sèrie total de mostres sempre que el senyal registrat sigui de naturalesa periòdica (com ho és el so) i no tingui components de freqüència igual o superior a la meitat de la taxa de mostreig; no és necessari inventar l'evolució del senyal entre mostres.
A la pràctica i, ja que no existeixen els filtres passabaix ideals, s'ha de deixar un marge entre la freqüència màxima que es desitja registrar i la freqüència de Nyquist (freqüència crítica) que resulta de la taxa de mostreig elegida (per exemple, per a CD-Audio la freqüència màxima dels components a registrar i reproduir és de 20 kHz i la freqüència crítica de la taxa de 44100 mostres per segon emprada és de 22,05 kHz; un marge del 10% aproximadament per a aquesta aplicació). Però aquest marge és una necessitat que resulta de les limitacions físiques d'un filtre de reconstrucció (o filtre antialiasing) real, i no una consideració que inclogui (o hagi d'incloure) el teorema. Amb freqüència en els convertidors moderns de CD-Audio, per a la reconstrucció d'un senyal s'empren tècniques de sobremostreig per tal d'augmentar aquest marge i permetre l'ús de filtres de fase lineal (retard de grup nul) a la banda passant i, en general, més senzills i econòmics amb pendents d'atenuació més suaus.
Els nous formats d'audio que recentment han aparegut (encara que amb escàs èxit comercial) que empren PCM sense pèrdua per compressió amb taxes de mostreig més altes a les empleades en el CD-Audio, (DVD-Audio, per exemple) per registrar i reproduir senyals d'idèntic amplada de banda es justifiquen perquè permeten l'ús de filtres de reconstrucció més benignes, senzills i econòmics sacrificant un recurs cada vegada més econòmic i de menor transcendència (la capacitat d'emmagatzemament, un recurs crític en el passat) i perquè, a més, satisfan simultàniament les espectativas d'un mercat com el audiófil, caracteritzat per dogmas entre els quals es troba molt estesa la falsa creença que això representa una millora en la qualitat del senyal reconstruït (en particular, dels seus components d'alta freqüència). Aquest error és només una conseqüència d'una clara incomprensió de les conseqüències del teorema de mostreig i d'establir comparacions fal·laces com, per exemple, amb la digitalització d'imatges (on no es realitza una reconstrucció d'un senyal periòdic), etc.
L'alta taxa de mostreig d'un altre format d'audio de recent aparició, el SACD o Super Audio CD, és una conseqüència de l'ús d'una tecnologia denominada modulació Sigma-Delta (Direct Stream Digital). Si bé la taxa de mostreig és 64 vegades la del CD-Audio, és necessari tenir present que es tracta d'una quantificació d'1 bit (en lloc dels 16 empleats en el CD-Audio) i basat en tècniques de Noise shaping (modelatge de soroll). No és possible, per tant, establir comparacions superficials amb el PCM de CD-Audio, ja que en aquest cas la relació senyal-soroll no és constant respecte de la freqüència (en CD-Audio el soroll de quantificació és independent de la freqüència i només depèn dels intervals d'amplitud emprats en el procés de quantificació, és a dir, d'uns 98,09 dB constants per als 16 bits d'aquest estàndard CD-Audio en tot l'espectre útil). Un SACD pot registrar i reproduir senyals amb components de fins a 33 kHz amb una relació senyal-soroll equivalent al d'un CD-Audio (encara que 33 kHz està gairebé una vuitena per sobre del màxim audible i, per tant, un avantatge sobre el CD-Audio de dubtosa utilitat) i mantenir una relació senyal-soroll d'aproximadament 122 dB per a l'espectre audible (un potencial, l'equivalent aproximat a 20 bits, també de dubtosa utilitat pràctica com a format final d'usuari). Entre els avantatges objectius d'aquests formats recents (DVD-Audio i SACD) es troba el potencial multicanal (registre de més de dos canals) i la capacitat per a l'ús de tècniques de protecció de còpia (alguna cosa d'extraordinari interès per a les companyies discogràfiques). Cap prova doble-cec realitzada en condicions controlades ha provat que existeixin diferències audibles entre aquests formats denominats d'"alta resolución".

## Freqüències de mostreig per a àudio i vídeo
És la quantitat de vegades que una targeta d'audio agafa mostres d'un so determinat durant la gravació.
Per convertir un senyal sonor analògic a digital s'han d'agafar moltes mostres del so a cada segon i guardar-les amb valors digitals. La freqüència de mostreig ens indica quants valors s'han adquirit per segon.
En àudio, la màxima audiofreqüència perceptible per a l'orella humana jove i sa està entorn dels 20 kHz, pel qual teòricament una freqüència de mostreig de 40.000 seria suficient per al seu mostreig; no obstant això, l'estàndard introduït pel CD, es va establir a 44.100 mostres per segon. La freqüència de mostreig lleugerament superior permet compensar els filtres utilitzats durant la conversió analògica-digital.
Cal tenir en compte que no totes les fonts sonores s'aproximen als 20 kHz que corresponen a aquesta freqüència màxima; la majoria dels sons està molt per sota d'aquesta. Per exemple, si es grava la veu d'una soprano, la màxima freqüència que la cantant serà capaç de produir no tindrà harmònics de nivell significatiu en l'última vuitena (de 10 a 20 kHz), amb el que utilitzar una freqüència de mostreig de 44.100 mostres per segon seria innecessari (s'estaria emprant una capacitat d'emmagatzemament extra que es podria economitzar).
L'estàndard del CD-Audio està fixat a 44.100 mostres per segon, però això no significa que aquesta sigui la freqüència que utilitzen tots els equips. Els sistemes domèstics de baixa qualitat poden utilitzar taxes de 22.050 mostres per segon o d'11.025 mostres per segon (limitant així la freqüència dels components que poden formar el senyal). A més, les targetes de so dels equips informàtics utilitzen freqüències per sobre o per sota d'aquest estàndard, moltes vegades seleccionant-les en funció de les necessitats concretes (sobretot, en aplicacions d'audio professional).
Algunes freqüències de mostreig típiques en sistemes d'audio i vídeo apareixen resumides en taules, més amunt.

### Vídeo
En vídeo digital, la freqüència entre fotogrames és utilitzada per definir la freqüència de mostreig de la imatge en lloc del ritme de canvis dels píxels individuals. La freqüència de mostreig de la imatge és el ritme de repetició del període d'integració del CCD. Ja que el període d'integració pot ser significativament més curt que el temps entre repeticions, la freqüència de mostreig pot diferir de la inversa del temps de mostreig.

## Efectealiasing
Si s'utilitza una freqüència menor a l'establerta pel teorema de Nyquist, es produeix una distorsió coneguda com a aliasing; alguns autors tradueixen aquest terme com solapament. L'aliasing impedeix recuperar correctament el senyal quan les mostres d'aquesta s'obtenen a intervals de temps massa llargs. La forma de l'ona recuperada presenta pendents molt abruptes.
Una pendent abrupta genera certa dispersió del senyal. Aquesta dispersió és la responsable que es generin ecos (entenent per eco, no un so, sinó un desfase o desplaçament temporal del senyal). L'efecte aliasing i la dispersió (o distanciament d'un conjunt de valors respecte al seu valor mitjà) que introdueix van quedar demostrats pels experiments de LagadecLagadec i Stockham.

## Filtreantialiasing
Per eliminar l'aliasing, els sistemes de digitalització inclouen filtres passabaixos, que eliminen totes les freqüències que sobrepassen la freqüència crítica (la que correspon a la meitat de la freqüència de mostreig elegida) en el senyal d'entrada. És a dir, totes les freqüències que quedin per sobre de la freqüència de mostreig seleccionada són eliminades. El filtre passabaix per a aquest ús concret rep el nom de filtre antialiasing.
Però, abusar dels filtres antialiasing, pot produir el mateix efecte que es vol evitar. Quan es connecten diversos filtres en cadena (en el mostreig, en la conversió digital-analògica, etc.), un filtrat excessiu d'una ona que ja complia amb el requisit per a la seva correcta transformació A/D pot degenerar i provocar que l'ona final presenti un pendent marcat. Per aquest desavantatge del filtre antialiasing s'ha generalitzat la tècnica coneguda com a sobremostreig del senyal.

## Sobremostreig
Per evitar les caigudes abruptes s'utilitza la tècnica coneguda com a sobremostreig (oversampling), que permet reconstruir, després de la conversió D/A, un senyal de pendent suau.
Un sobremostreig consisteix a aplicar un filtre digital que actua sobre el temps (domini de freqüència), canviant de lloc les mostres, de manera que en superposar-les, es creuen mostreigs simultanis virtuals. Aquests mostreigs simultanis no són reals, són simulacions generades pel mateix filtre. Aquests mostreigs simultanis s'obtenen utilitzant l'anomenat coeficient de sobremostreig ({\displaystyle n}), que ve indicat per l'expressió {\displaystyle x\times n} ({\displaystyle x\times 3}, {\displaystyle x\times 4}, {\displaystyle x\times 8}…).
Les mostres obtingudes se superposen amb les dades originals i els conversors A/D els amitjanen, obtenint una única mostra ponderada (per exemple, si es fan tres mostreigs, finalment, la mostra presa no és cap de les tres, sinó el seu valor mitjà). Per evitar l'aliasing, també s'introdueix a l'entrada un filtre passabaix digital, que elimini aquelles freqüències per sobre de la meitat de la freqüència de mostreig. No obstant això, a la sortida, la freqüència de mostreig utilitzada per reproduir el senyal ja no és la mateixa que es va utilitzar per prendre les mostres a l'entrada, sinó que és tantes vegades major com nombres de mostreig s'hagin fet.
Considerem un exemple característic de la digitalització de música en format CD. Imaginem que per digitalitzar el CD es fan 3 mostreigs a 44,1 kHz que s'interpolen. S'introdueix un filtre passabaix, anomenat decimator, que elimina les freqüències per sobre dels 20 kHz, però la freqüència de mostreig utilitzada per reconstruir el senyal serà tres vegades major: 132,3 kHz. D'aquesta manera es reconstrueix el senyal suavitzant el pendent. A aquest procés de filtrat durant la conversió D/A se'l coneix com delmat.
Tanmateix, és evident que incorporar la tècnica del sobremostreig encareix considerablement l'equip.

## Modificació de la freqüència de mostratge
Prenent un senyal analògic x(t), que convertim en mostra a una Fm determinada, obtenim el senyal discret x(n). Per a adaptar aquest senyal discret a un reproductor de diferent freqüència de mostratge, usarem la interpolació (per a augmentar-ne la freqüència) i el delme (per a disminuir-ne la freqüència).
Una vegada tinguem el senyal discret x(n), on n és un enter, apliquem la TFSD (Transformació de Fourier de Senyals Discrets).
```
x(n) ———TFSD——— X(e^jΩ)
```

Interpolació factor L de X(e^j):
Xi(e^jΩ)= L·X(e^LΩ)·Σ[Π(Ω-2·pi·k)/(2·pi/L)] Π:filtre passabaix k:(-infinit, +infinit)